# Rooftop Prince
Rooftop Prince (hangeul : 옥탑방 왕세자, ; RR : Oktab-bang Wangseja) est une série télévisée sud-coréenne diffusée en 2012 sur SBS.

## Acteurs et personnages

### Acteurs principaux
- Park Yoochun : Prince Lee Gak / Yong Tae-yong[1]
- Han Ji-min : Park-ha / Hong Bu-yong
- Jeong Yu-mi : Hong Se-na / Hong Hwa-yong
- Lee Tae-sung : Yong Tae-mu / Prince Muchang
- Lee Tae-ri : Song Man-bo
- Jung Suk-won : Woo Yong-sool
- Choi Woo-sik : Do Chi-san

### Acteurs secondaires
- Kim Yoo-suk : le roi, le père de Lee Gak
- Choi Won-hong : Lee Gak (jeune)
- Jeon Min-seo : Bu-yong / Park-ha (jeune)
- Kim So-hyun : Hwa-yong / Se-na (jeune)
- Gil Yong-woo : Seigneur Hong Man-pil, Bu-yong et le père de Hwa-yong et le ministre d'État de Joseon.
- Kyeon Mi-ri : Lady Jeong, Bu-yong et la mère de Hwa-yong.
- Song Ok-sook : Gong Man-ok, mère de Se-na
- Maeng Sang-hoon : Park In-cheol, père de Park-ha
- Kim Hyung-bum : Officier Hong Nak-hyeon, Bu-yong et le frère de Hwa-yong et le chef de la police royale
- Kang Byul : Lady Mimi
- Guzal Tursunova : Becky
- Ban Hyo-jung : Président Yeo, président de la Home & Shopping Network et la grand-mère de Tae-yong
- Ahn Suk-hwan : Yong Dong-man, père de Tae-mu
- Park Joon-geum : Yong Seol-hee, tante de Dong-man
- Lee Moon-sik : Pyo Taek-soo
- Na Young-hee : Président Jang

## Diffusion internationale
| Pays         | Chaîne                        | Titre            | Première diffusion |
| ------------ | ----------------------------- | ---------------- | ------------------ |
| Corée du Sud | SBS                           | 옥탑방 왕세자    | 21 mars 2012       |
| États-Unis   | SBS America                   | Rooftop Prince   |                    |
| Canada       | All TV                        |                  |                    |
| Taïwan       | GTV                           | 屋塔房王世子     |                    |
| Japon        | KNTV                          | 屋根部屋の皇太子 | 2012               |
| Japon        | WOWOW                         | 屋根部屋の皇太子 | 2013               |
| Hong Kong    | i-CABLE Entertainment Channel | 屋塔房王世子     |                    |
| Hong Kong    | Drama 1                       | 屋塔房王世子     |                    |
| Hong Kong    | TVB J2                        | 屋塔房王世子     |                    |
| Philippines  | ABS-CBN                       | Rooftop Prince   | 7 janvier 2013     |
| Indonésie    | Indosiar                      | Rooftop Prince   | 11 mars 2013       |
| Malaisie     | ONE TV ASIA                   | Rooftop Prince   |                    |
| Singapour    | ONE TV ASIA                   | Rooftop Prince   |                    |
| Indonésie    | ONE TV ASIA                   | Rooftop Prince   |                    |